# Aurora do Pará
Pour les articles homonymes, voir Aurora.
Aurora do Pará est une municipalité brésilienne située dans l'État du Pará.